# دايفيد لي سميث
دايفيد سميث (بالإنجليزية: David Lee Smith)‏ (و. 1963 – م) هو ممثل، من الولايات المتحدة الأمريكية، ولد في برمنغهام، ألاباما.

## وصلات خارجية
- دايفيد لي سميث على موقع IMDb (الإنجليزية)
- دايفيد لي سميث على موقع ألو سيني (الفرنسية)
- دايفيد لي سميث على موقع أول موفي (الإنجليزية)
- دايفيد لي سميث على موقع قاعدة بيانات الأفلام السويدية (السويدية)
- دايفيد لي سميث على موقع قاعدة بيانات الفيلم (الإنجليزية)
- دايفيد لي سميث على موقع كينوبويسك (الروسية)